# Ursus 1934
Ursus 1934 – ciężki ciągnik rolniczy produkowany w latach 2001–2009 przez Zakłady Mechaniczne "Ursus". Model ten był najmocniejszym ciągnikiem produkowanym przez ZM Ursus. Ciągnik ten ma napęd na 4 koła, posiada sześciocylindrowy silnik z turbodoładowaniem o mocy 190 KM, udźwig tylnego trójpunktowego układu zawieszania narzędzi (TUZ) wynosi 7200 kg.

## Główne dane techniczne
- Typ silnika: DS Martin UR-IV Z8604.020 Turbo,[1]
- Moc silnika: 140 kW (190 KM),
- Maksymalny moment obrotowy: 722 Nm,
- Liczba cylindrów: 6,
- Średnica cyl./skok tłoka: 110/128 mm,
- Pojemność skokowa: 7299 cm³,
- Jednostk. zużycie paliwa - 230 g/kWh,
- Filtr powietrza - suchy,
- Sprzęgło główne - cierne jednostopniowe z samoczynną regulacją luzu, sterowane hydraulicznie,
- Skrzynia przekładniowa - mechaniczna, synchronizowana,
- Wzmacniacz momentu - włączany hydraulicznie, o przełożeniu 1,34,
- Liczba biegów przód/tył: 16/8,
- Tylny most - przekładnia główna ze zwolnicami planetarnymi,
- Hamulec roboczy - tarczowy, mokry, niezależny sterowany hydraulicznie,
- Blokada mech. różnicowego - hydrauliczna,
- Wałek odbioru mocy (WOM): 540 lub 1000 obroty/min.,
- Min. moc z WOM przy obrotach znamionowych: 118 kW (161 KM),
- Funkcja podnośnika: elektrohydrauliczny układ regulacji automatycznej - EHR Bosch,
- Udżwig podnośnika: 7200 kg,
- TUZ z końcówkami hakowymi Walterscheida,
- Wydatek hydrauliki zewnętrznej: 55 l/min.,
- Liczba wyjść hydrauliki zewnętrznej: 11,
- Ciśnienie nominalne na szybkozłączu: 16 MPa,
- Układ kierowniczy - hydrostatyczny z wychylnym kołem kierowniczym,
- przedni most napędowy ze zwolnicami planetarnymi i blokadą załączaną elektrohydraulicznie,
- Koła przednie: 16.9 R28,
- Koła tylne: 20.8 R38,
- Rozstaw osi: 2706 mm,
- Prześwit 500 mm,
- Masa bez obciążników: 6180 kg,
- Masa z obciążnikami: 8165 kg,
- Zbiornik paliwa 355 dm³,
- Kabina komfortowa M97 dwuosobowa o poziomie hałasu poniżej 80 dBA.

Zespoły na specjalne zamówienie:
- skrzynia przekładniowa o prędkości maksymalnej 36 km/h,
- WOM niezależny,
- obciążniki kół tylnych - 2x26 kg, 16x33 kg,
- koła przednie 480/70 R28,
- koła tylne 580/70 R38,
- przedni WOM (1000 obr./min),
- przedni TUZ o udźwigu 2850 kg,
- siedzisko kierowcy Grammer,
- klimatyzacja.